# Judith Miller
Judith Miller (New York, 2 gennaio 1948) è una giornalista statunitense del New York Times.

## Biografia
La Miller ha forti agganci nel mondo politico di Washington, che le hanno permesso di conseguire molti scoop, come quello sulle armi di distruzione di massa dell'Iraq, una bufala che danneggiò la reputazione del New York Times. 
Col pretesto della libertà di stampa, la Miller rifiutò di fare il nome della propria fonte dopo aver rivelato che Valerie Plame era un'agente della Cia sotto copertura. In questo modo protesse il consigliere del Vicepresidente degli Stati Uniti Lewis Libby, che tramite lei portò a termine la rappresaglia dell'amministrazione Bush contro il marito della Plame, l'ambasciatore americano Joseph Wilson, il quale aveva dimostrato che l'amministrazione Bush mentiva a proposito della vendita di uranio da parte del Niger al regime di Saddam Hussein: la vendita non era mai avvenuta. Col suo rifiuto di rispondere alle domande del procuratore speciale sul caso Plame, la Miller finì in galera per oltraggio alla corte, fino a quando, nel 2006, confessò che la fonte era Libby.